# Charles Michels
Pour les articles homonymes, voir Michels et Charles Michel (homonymie).
Charles Michels, né le 6 mars 1903 à Paris 13e et mort pour la France à Châteaubriant en Loire-Atlantique (alors Loire-Inférieure) le 22 octobre 1941, est un syndicaliste et militant communiste, député PC-SFIC du 15e arrondissement à Paris, connu pour avoir été l'un des 48 otages fusillés à Châteaubriant, Nantes et Paris en représailles après l'attentat à Nantes contre le Feldkommandant de la ville, Karl Hotz.

## Enfance et jeunesse
Charles Michels est né de père inconnu. En 1906, il est reconnu par Jean Michels, un chaudronnier qui a épousé sa mère Louise Lecoq, journalière. Il grandit dans le 13e arrondissement de Paris et doit commencer à travaille très jeune : il embauche à onze ans dans une fabrique de chaussures. 
En 1920, il est renvoyé des usines Dressoir où il était délégué syndical CGT. Il épouse en 1923 Aimée Malagnoux, une ancienne voisine dont il aura deux filles. Doté d'une solide constitution, il arrondit son salaire en disputant des matches de boxe aux « Folies Belleville ». Après son service militaire, en 1923-1924, il devient moniteur à la FSGT, l'organisation sportive de la CGT. Plus tard, chargé de famille, il s'efforce d'accroître par lui-même son niveau d'instruction.

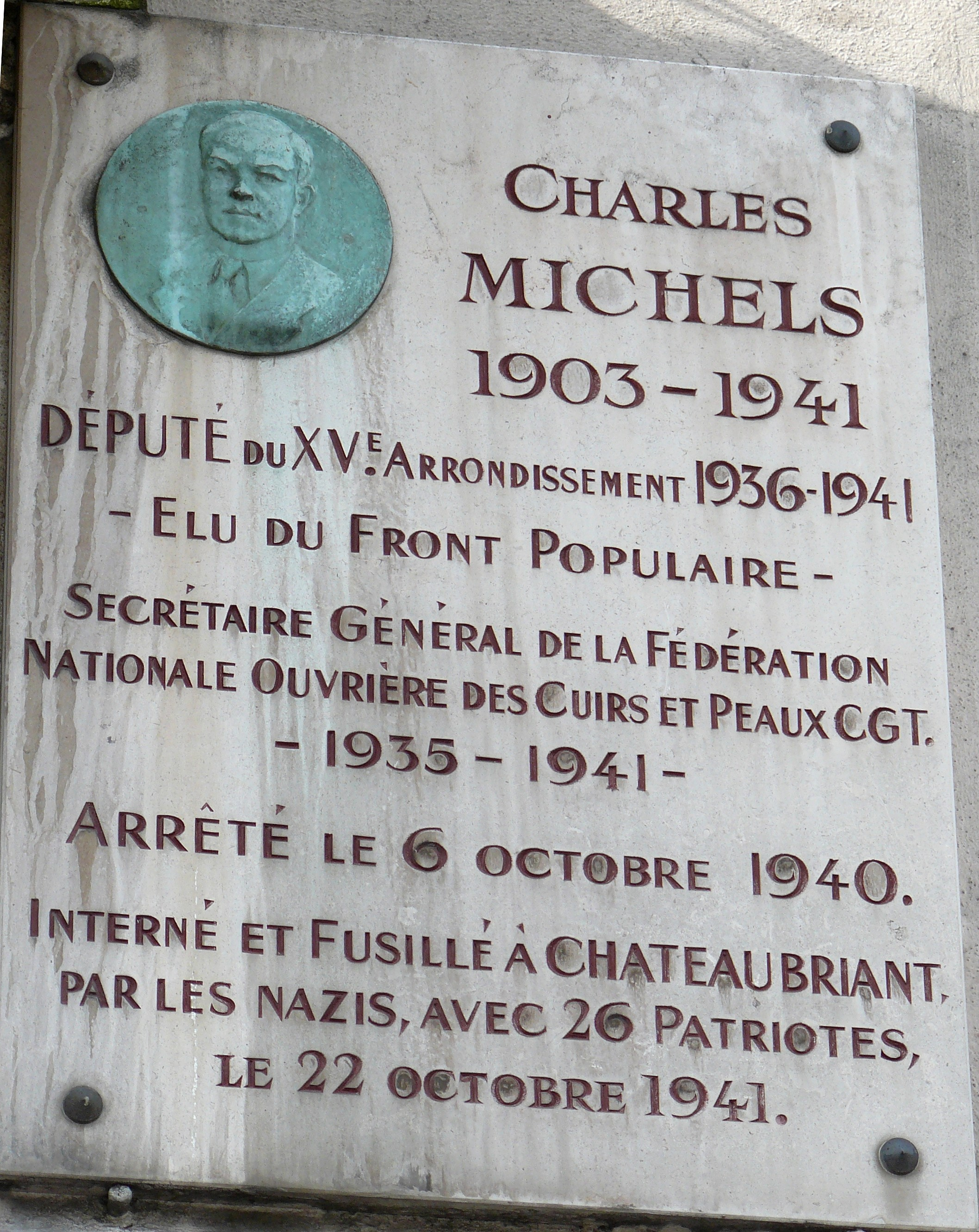
Plaque apposée sur la place Charles-Michels (Paris 15e).

## Militant syndical
Charles Michels adhère au Parti communiste français en 1926. Il s'impose peu à peu comme un des responsables syndicaux de la Fédération unitaire des cuirs et peaux CGTU dont il devient secrétaire en 1929. À ce titre, et également comme dirigeant de la FSGT — il faisait partie d'une équipe de football —, il se rend en URSS. En 1931, il devient permanent CGTU et restera dans les instances dirigeantes de la CGTU ou plus tard de la CGT. Orateur éloquent, il participe au soutien de toutes les grèves de son secteur. En 1935, il est un artisan actif de la fusion des deux fédérations (CGTU et CGT) des cuirs et peaux. Il devient secrétaire adjoint de la Fédération nationale unifiée.

## Parlementaire communiste
Le 26 avril 1936, il se présente pour le PCF aux élections législatives dans la 3e circonscription du 15e arrondissement de Paris, et est élu au second tour le 3 mai, avec 58,6 % des voix, contre le député radical indépendant sortant, Georges Boucheron. Au premier tour, il avait recueilli 3 258 suffrages contre 2 353 à Marceau Pivert et 1 059 à Duteil (PUP), sur un total de 11 816 votants. 
Bien que le PCF ait été dissous en septembre 1939 pour activité visant à « propager les mots d'ordre émanant ou relevant de la IIIe Internationale », Michels se rend le 9 janvier 1940 à la Chambre des députés pour la séance d'ouverture, où il retrouve ses collègues André Mercier, Raymond Guyot et Fernand Grenier. Leur présence provoque une bagarre et leur expulsion de l'hémicycle. Il est déchu de son mandat parlementaire le 20 février suivant, comme tous les députés communistes.

## Seconde Guerre mondiale

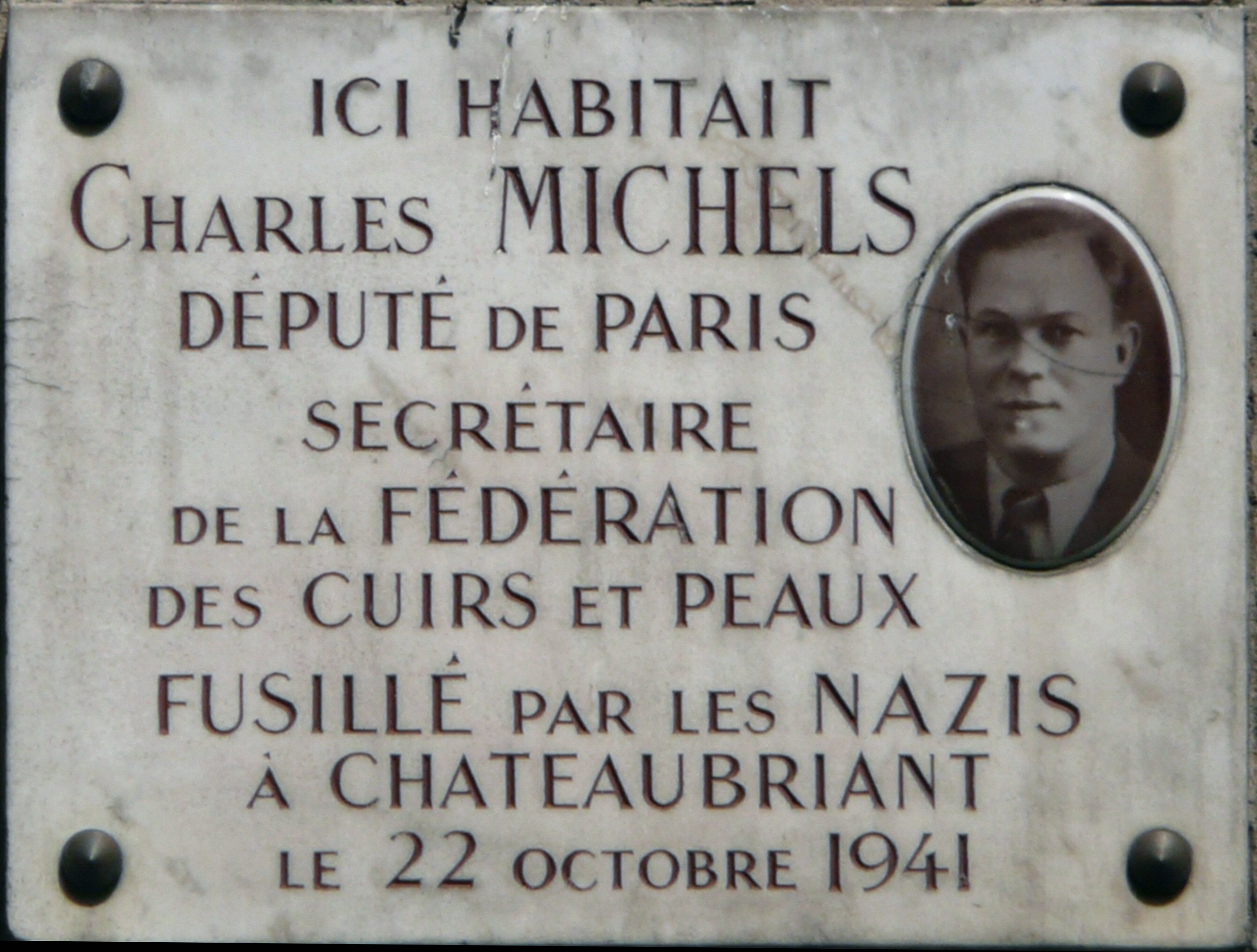
Plaque apposée sur la façade de l'immeuble habité par Charles Michels au 51, rue des Bois à Paris 19e.

Mobilisé en septembre 1939 et démobilisé le 20 juillet 1940, Michels regagne Paris et prend contact avec Jean Catelas, dirigeant communiste clandestin dans la région parisienne, et s'investit dans la réorganisation de la CGTU, secteur des cuirs et peaux. Alors qu'il s'apprête à passer dans la clandestinité, il est arrêté puis interné le 5 octobre 1940 à Aincourt, puis à Fontevrault et à Clairvaux le 21 février 1941.

## Camp de Châteaubriant
Au mois de mai, il arrive au camp de Choisel, à Châteaubriant, en Loire-Atlantique. Il est membre du comité clandestin du camp et prépare l'évasion de quatre dirigeants communistes : Fernand Grenier, Henri Raynaud, Léon Mauvais et Eugène Hénaff le 19 juin 1941. 
À la suite d'un attentat commis contre Karl Hotz, chef de la Kommandantur de Nantes, il est fusillé par les nazis le 22 octobre 1941, à la Carrière des Fusillés aux côtés de 26 autres otages du camp de Châteaubriant, dont Guy Môquet et Jean-Pierre Timbaud, et 21 otages à Nantes et à Paris. Il est d'abord inhumé au cimetière de Sion-les-Mines avant d'être transféré depuis le 1er novembre 1945 au cimetière du Père-Lachaise, près du Mur des Fédérés, à Paris, avec six autres élus victimes du nazisme : Jules Auffret, Corentin Cariou, Maurice Gardette, René Le Gall, Raymond Losserand et Léon Frot.

## Hommages
Depuis le 14 juillet 1945, dans le 15e arrondissement de Paris, portent son nom :
- la place Charles-Michels (ancienne place Beaugrenelle) ;
- la station du métro parisien Charles Michels ; cette station est par ailleurs évoquée dans le 203e des 480 souvenirs cités par Georges Perec, dans son texte Je me souviens.
- une rue piétonne du centre ville de Limoges porte son nom. Dans cette rue se trouve la Maison du Peuple, local de la CGT, syndicat fondé à Limoges en 1895 et dont Charles Michels fut une grande figure ;
- une rue de la ville de Fontaine, ville de la "ceinture rouge" de Grenoble, porte son nom ;
- une salle de la ville de Romans sur Isère, à la maison des syndicats, est également nommée Charles Michels ;
- une rue ainsi qu'une école élémentaire publique à Sens portent également son nom.

## Famille
Il est le grand-oncle d'Helno (chanteur du groupe Les Négresses vertes).

## Sources
- « Charles Michels », dans le Dictionnaire des parlementaires français (1889-1940), sous la direction de Jean Jolly, PUF, 1960 [détail de l’édition]